# Aeroport Internacional de Memphis
L'aeroport internacional de Memphis (IATA: MEM, ICAO: KMEM, FAA LID: MEM) és un aeroport civil-militar situat a 11 km al sud-est del centre de Memphis al comtat de Shelby, Tennessee, Estats Units. És el principal aeroport internacional que dona servei a Memphis. Ocupa 1.600 i té quatre pistes.
És la llar del centre global de FedEx Express, sovint conegut com a FedEx Superhub o simplement Superhub, que processa molts dels paquets de l'empresa. Les destinacions sense escales de FedEx des de Memphis inclouen ciutats dels Estats Units continentals, Canadà, Europa, Orient Mitjà, Àsia i Amèrica del Sud.
De 1993 a 2009, Memphis International va tenir les operacions de càrrega més grans de qualsevol aeroport del món. Va caure a la segona posició el 2010, just per darrere de Hong Kong. Va continuar sent l'aeroport de càrrega més ocupat dels Estats Units i de l'hemisferi occidental, fins al 2020, quan va tornar a ser l'aeroport de manipulació de càrrega més ocupat del món a causa de l'augment del comerç electrònic causat en part per la pandèmia de la COVID-19.
L'aeroport fa una mitjana de més de 80 vols de passatgers per dia. La 164a Ala de Transport Aeri de la Guàrdia Nacional Aèria de Tennessee té la seu a la base de la Guàrdia Nacional Aèria de Memphis, que opera un avió de transport C-17 Globemaster III.